# История Средиземноморья

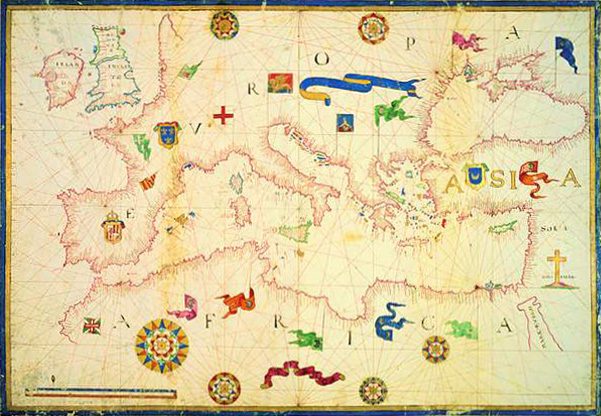
Средиземноморский бассейн, из атласа рукописи 1582-1584 годов.
Центральная национальная библиотека Витторио Эмануэля II в Риме.

Исто́рия Средиземномо́рья — история взаимодействия различные культур, государств, цивилизаций, которые непрерывно боролись за господство над землями, служившими основным путём перевозки, торговли и культурного обмена между различными народами. Это ещё и история самих народов, населяющих земли вокруг Средиземного моря. История этого региона играет важную роль в понимания истоков и дальнейшего развития месопотамской, египетской, персидской, финикийской, еврейской, древнегреческой, римской, армянской, арабской, ассирийской и турецкой культур — и, таким образом, важна для понимания развития всей Западной цивилизации, какой мы знаем её сегодня.

## Рассвет цивилизации

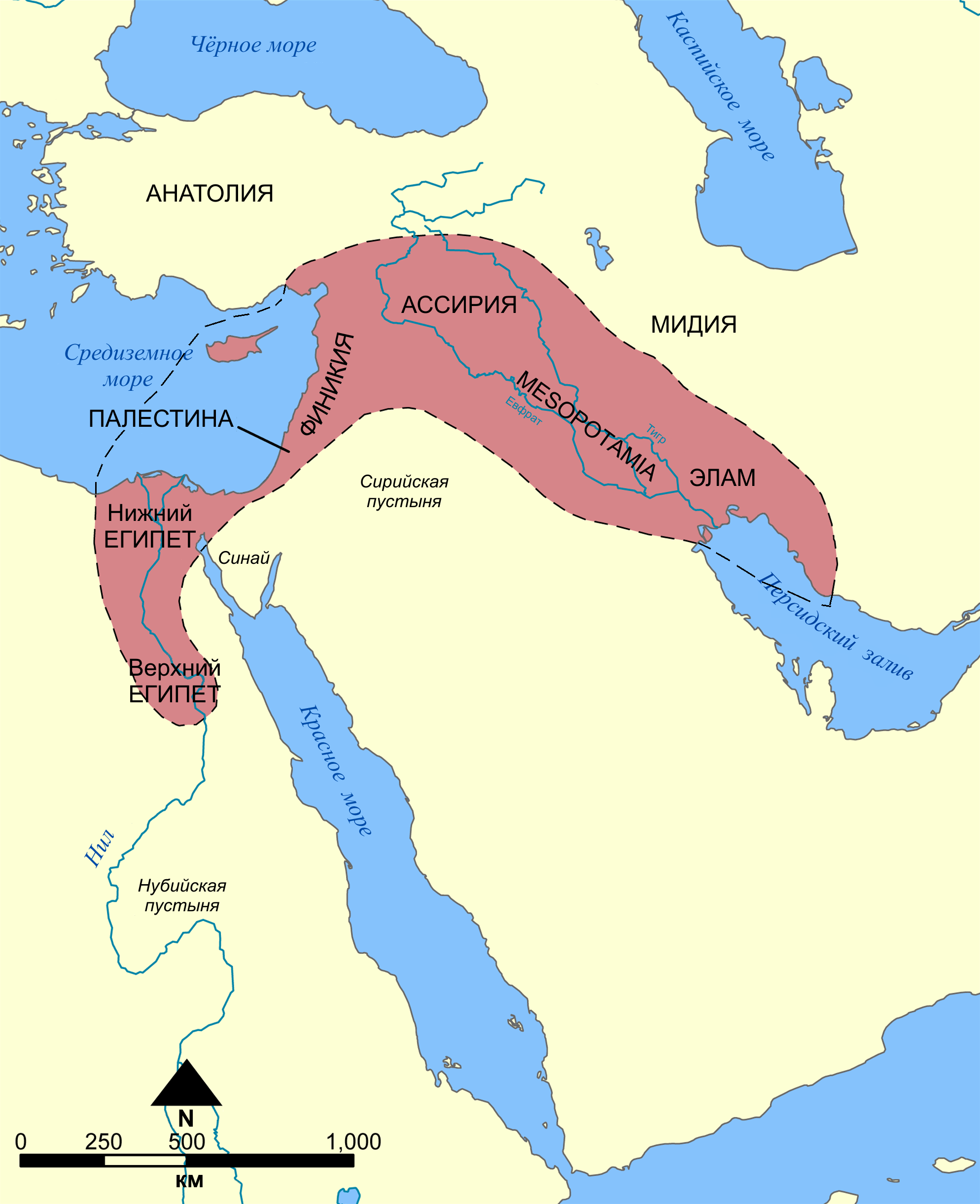
Плодородный полумесяц во 2-м тысячелетии до н. э.

Одни из первых человеческих цивилизаций возникли на востоке Средиземноморского региона. Первой развитой цивилизацией в Месопотамии считают Шумерскую цивилизацию и относят её появление к 4-му тысячелетию до н. э.. В том же 4-м тысячелетии до н. э. египетские фараоны объединили земли в долине Нила, и их цивилизация быстро расширилась через Плодородный полумесяц на восточное побережье Средиземного моря и далее по всему Леванту. Это событие сделало страны Средиземноморья такие как Египет, Сирия и Ливан частью колыбели цивилизации. Страны, расположенные у берегов Средиземного моря, имеют схожие климат и географию. Однако технологиям и зерновым культурам (таким как лён, чечевица, горох, ячмень и хлопок) было достаточно трудно распространяться в различные области Средиземноморского бассейна.
В Малой Азии в своё время возникло много различных империй. Среди прочих нам известны хетты. Их экспансия ожидала своего часа до тех пор, пока хетты не научились строить крепкие корабли, способные пересечь море. Кипр и другие острова также развивались, в частности на острове Крит буйно расцветала Минойская цивилизация. Так как цивилизации из речных долин всегда имели большое население, торговые сообщества на побережье моря вскоре стали процветать и наращивать свою мощь.

## Классическая античность
Одними из наиболее выдающихся и наиболее известных цивилизаций своего времени были греческие полисы (города-государства) и финикийская цивилизация. Греки сумели расширить свои территории, колонизировав сперва Малую Азию, а затем расширили свои владения на северо-восток, на побережье Чёрного моря, на юг, в Кирену и на запад, в Сицилию и Южную Италию (эти области даже получили название «Великой Греции»). Финикийцы расширялись преимущественно на запад Средиземноморья. Их переселенцы оседали и образовывали новые поселения в Северной Африке (среди них Карфаген) и на Пиренейском полуострове, а также в Сицилии. Центр финикийской цивилизации, города-государства Тир, Библ, Сидон и другие, доминировали в своём регионе благодаря силам, находящимся на востоке Месопотамии — в Персии. Финикийцы часто обеспечивали военно-морскую поддержку Державы Ахеменидов. В западной части Средиземноморья в это время сложились собственные цивилизации, в их числе — этруски и римляне.

### Эллинистическая эпоха

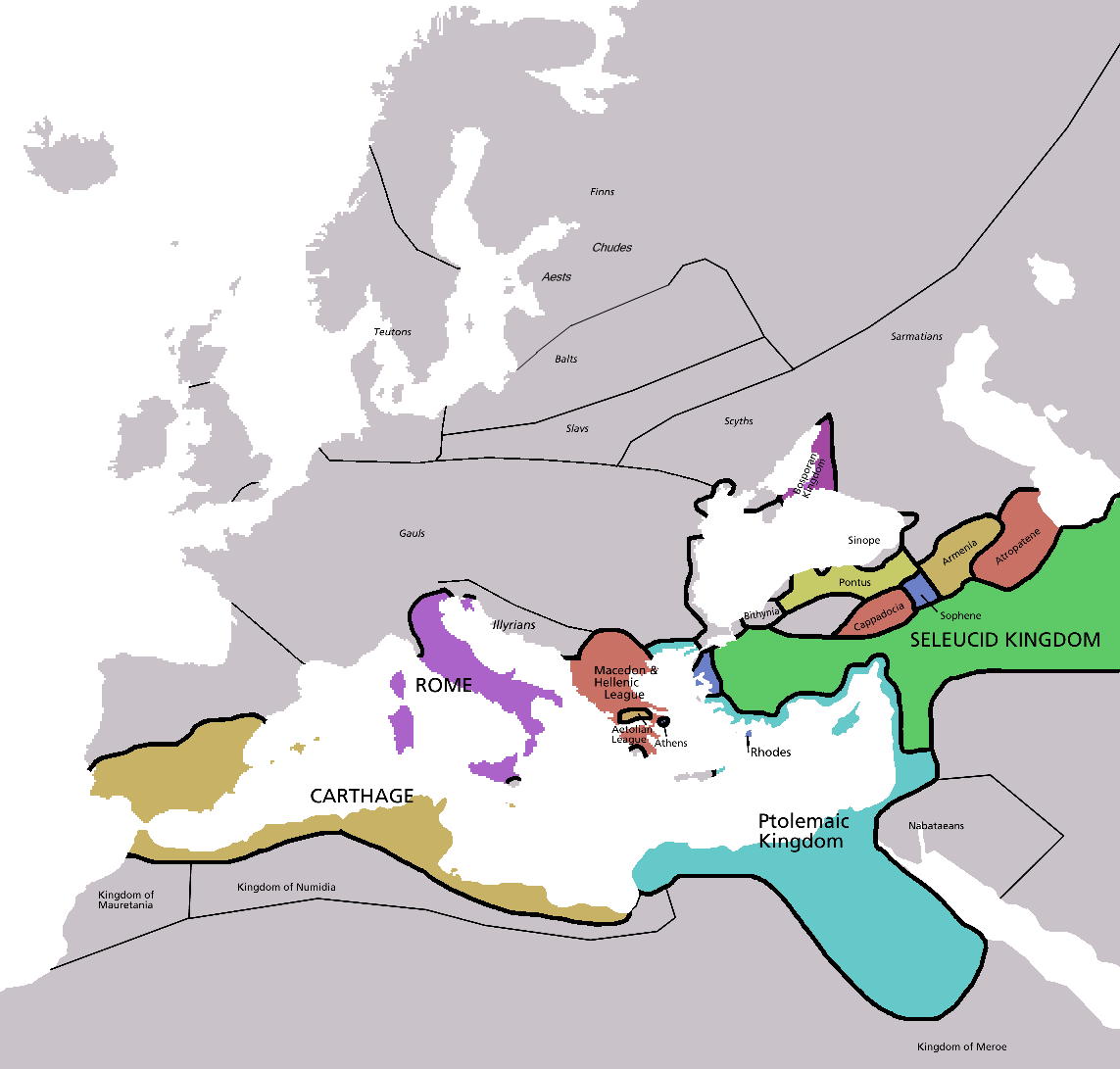
Средиземноморский регион в 220 году до н. э.

В самой северной части Древней Греции, в Македонии, греческие технологии и организационные способности были прочно сплетены с длинной историей кавалерийских сражений. Филипп II Македонский объединил под своей властью бо́льшую часть Греции, а под предводительством его сына Александра Македонского греки повернули на восток и в череде решающих битв разбили персидские войска и захватили их империю, в состав которой входили земли от Египта до Средней Азии и от Кавказа до Аравии. В результате величайшие центры Средиземноморья в одночасье стали частью империи Александра. Однако и его империя вскоре распалась, и Средний Восток, Египет и Греция вновь обрели относительную независимость — империю Александра разделили между собой его военачальники. Следует отметить, что благодаря походам Александра греческие знания и идеи получили широкое распространение по всему средиземноморскому региону. В завоёванных землях сложился новый тип культуры, известный как эллинистический (по самоназванию доминировавших в новых государствах греков — эллины).

### Соперничество Рима и Карфагена

Изменение территории Древнего Рима

По истечении небольшого времени сила востока начала превосходить силу запада. В Северной Африке среди других выдвинулся город Карфаген — бывшая финикийская колония. Сумев развиться и поглотив окружающие территории, карфагенская империя теперь уже включала в себя многие из бывших финикийских земель. Но Карфаген по своему могуществу был не одинок. На Апеннинском полуострове располагался не менее могущественный город — Рим, к этому времени объединивший под своей властью практически всю Италию.
Рим в конечном счёте сумел установить гегемонию над всеми землями Средиземноморского бассейна. Расширяясь, Риму пришлось столкнуться и сразиться с войсками Карфагена в трёх Пунических войнах. Несмотря на выдающиеся достижения Ганнибала в войне против Рима во Второй Пунической Войне, Риму в итоге удалось одолеть своего врага. После окончательной победы в Третьей Пунической войне Рим стал лидировать в Средиземноморском регионе. Вскоре римляне расширились на восток, покорив в четырёх Македонских войнах ослабленную Грецию, и греческое наследие сыграло важную роль для всей Римской империи, дав начало римской философии, литературе и риторике, а также значительно обогатив научные познания римлян. После завоевания Карфагена и Греции Риму пришлось столкнуться и с другими противниками, такими как Понтийское царство и тесно связанные с ним киликийские пираты, одно время действовавшие во всём Средиземном море. Последним крупным государством Средиземноморья, которое могло соперничать с Римом, был Египет. Практически всё побережье Средиземного моря к этому времени уже управлялось из Рима — напрямую, в виде провинций, и косвенно, в виде многочисленных зависимых государств. Несмотря на завоевательный характер своей экспансии в Средиземноморье, римляне многое сделали для развития экономики и культуры завоёванных территорий. Начался процесс романизации — усвоения культурного наследия и внедрения латинского языка как языка власти (в то же время языком культуры продолжал оставаться древнегреческий язык). В завоёванных землях распространялась гражданская администрация, построенная по римскому образцу, на основе представительства и выборности должностных лиц.
По мнению Арнольда Тойнби, с этого момента государства, располагающиеся на берегах моря и занимающиеся торговлей, полностью доминировали над теми, что располагались в глубине суши, в долинах рек. В Египте основные силы переместились из городов, расположенных по берегу Нила, в прибрежные города, в основном в Александрию. А Месопотамия стала регионом, по которому проходила граница между римлянами и персами.

### Римское Озеро
Во времена Октавиана Августа — первого императора Римской империи — римляне называли Средиземное море Mare Nostrum (дословно: «Наше Море»). Их империя располагалась в самом центре этого моря, и в регионе процветали торговля и мореплавание. Впервые в истории на всём Средиземном море не было пиратства.
На протяжении нескольких веков Средиземное море было по сути «Римским озером» — со всех сторон его окружала империя римлян. Одной частью этой империи была Иудея, и со временем религия, основанная здесь, христианство, распространилась по всей империи и в конечном счёте стала её официальным вероисповеданием. Римская империя рухнула в V веке нашей эры, хотя восток вновь обрёл силу в лице Византийской империи, сформировавшейся из восточной половины Римской империи. Западная часть империи, Галлия, Иберия и Магриб были подвержены вторжению германцев и кочующих племён из Евразийской степи. Эти завоеватели вскоре стали оседлыми и усвоили много местных обычаев, сформировав множество маленьких воюющих королевств.

## Средние века

### Золотой век ислама

Расширение Халифата в Средиземноморском регионе в период 622—750 годов.
Расширение при Мухаммаде, 622-632
Расширение во время Патриархального Халифата, 632-661
Расширение во время Омейядского Халифата, 661-750

Пока две великие империи — Византийская и Персидская — были ослаблены веками римско-персидских войн, которые ни к чему не приводили, на востоке подымалась другая могучая сила — ислам. В сериях стремительных арабских завоеваний движимые исламом армии Арабского халифата (периода 4 халифов, «шедших правым путём» или «ар-р â шидин») под руководством халифов и искусных военачальников таких как Халид ибн Валид, смели почти весь Средний Восток; уменьшили территорию Византии более чем наполовину и полностью поглотили Персидские земли. В Анатолии их экспансия была остановлена, так как Византия всё ещё была в состоянии оказывать помощь болгарам. Тем не менее, такие Византийские территории как Римская Сирия, Северная Африка и Сицилия не смогли оказать должного сопротивления и были опустошены мусульманскими завоевателями. На дальнем западе мусульмане пересекли море, успев захватить Вестготскую Испанию перед тем как были остановлены на юге Франции франками. Во время своего величайшего могущества арабская империя (или как её называют чаще Арабский халифат) контролировала 3/4 Средиземноморского региона. Это единственная империя, не считая Римской, которой удалось получить контроль над большей частью Средиземного Моря.
Большая часть Северной Африки стала периферией ислама, центр которого находился на Ближнем Востоке. Однако, Иберия (Андалусия) и Марокко вскоре освободились от этого далёкого контроля и основали одно из самых развитых и продвинутых обществ своего времени вместе. Другим развитым обществом был Багдад в Восточном Средиземноморье.
Между 831 и 1071 годами Сицилийский эмират был одним из крупных центров исламской культуры в Средиземноморье. После его завоевания норманнами остров развил свою собственную культуру с повлиявшими на неё арабской, западной и византийской культурами. Палермо остался главным артистическим и торговым центром Средиземноморья и в Средние века.
Европа приходила в чувство, более организованные и централизованные государства начали формироваться в поздние Средние века после ренессанса XII века. Ведомые религиозными верованиями и мечтами о завоеваниях, короли Европы развернули череду крестовых походов в попытке снизить мусульманское могущество и захватить Святую землю. Крестовые походы оказались неудачными в достижении этой цели, но они были более эффективны в ослаблении уже разрушающейся Византийской империи, которая начала утрачивать свои территории в пользу османских турок. Они также изменили баланс сил в мусульманском мире: Египет снова представлял собой большую силу в Восточном Средиземноморье.

### Позднее Средневековье
Европа продолжала наращивать мощь — в Италии началась эпоха Ренессанса. Итальянские «Repubbliche Marinare» (Морские Республики): Венеция, Генуя, Амальфи и Пиза сумели развить свои собственные «империи» у берегов Средиземного моря. Мусульманские государства так никогда и не смогли нарастить необходимой морской военной мощи, и торговля из востока в Европу была вскоре в руках итальянских торговцев, в особенности венецианских, которые научились получать большую выгоду от такой торговли.
Османская сила продолжала расти и в 1453 году Византийская империя была уничтожена с падением Константинополя. Османы к тому времени уже контролировали Грецию и большую часть Балкан и вскоре также начали расширение в Северную Африку. Северная Африка выросла изобилующей от торговли по пустыне Сахара. Однако, португальцы, которые вместе с другими христианами были втянуты в длительную кампанию, целью которой было изгнать мусульман с Иберийского полуострова, отыскали способ расстроить такую торговлю, торгуя напрямую с Западной Африкой. Это стало возможно благодаря изобретению новых типов кораблей, каравелл, которые сделали торговлю в суровых атлантических водах прибыльной первое время. Сокращение торговли в Сахаре ослабило Северную Африку и сделало их лёгкой добычей для османцев.

## Современная эпоха
Благодаря развитому морскому искусству Европа смогла противостоять стремительной экспансии осман. Тем не менее, битва при Лепанто ясно показала мощь османского флота. Бродель утверждает, что это только замедлило расширение Османской империи, но не прекратило его. Высокоценимый остров Кипр перешёл к османам в 1571 году. Последнее сопротивление в Тунисе окончилось в 1574 году. А осада Крита, длившаяся почти жизнь целого поколения, вытолкнула венецианцев с этого стратегически важного острова в 1669 году. Баланс сил был установлен между Испанией и Османской империей до XVIII века. Каждая из них контролировала свою часть Средиземноморья.

Более того, Османская империя в своих целях преследовала расширение мусульманского господства по всему побережью Северной Африки.
Развитие океанского судоходства повлияло на всё Средиземноморье. До сих пор вся торговля с Востоком проходила через регион Средиземноморья. Кругосветное плавание вокруг Африки позволило импортировать золото, специи и красители напрямую в порты Западной Европы в Атлантическом океане.
База европейских сил таким образом сместилась севернее и богатая Италия стала периферийной областью, контролируемой иноземцами. В Османской империи также понемногу начался упадок. Она начала терять свои европейские земли из-за нарастающей мощи Австрии и России. А её северо-африканские владения де-факто добились независимости.

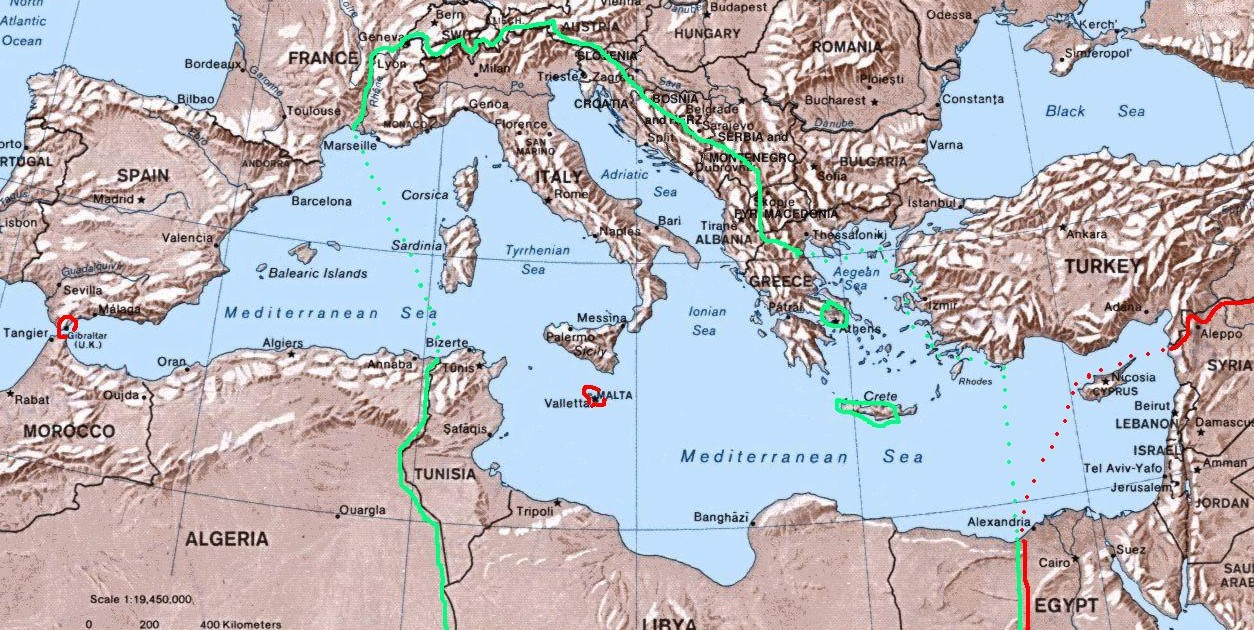
Найбольшее расширение итальянского владычества в Средиземноморье (границы отмечены зелёным цветом) летом 1942 года. Территории, контролируемые союзниками, отмечены красным.

К XIX веку европейские государства были чрезвычайно сильны и начали колонизацию Северной Африки. Франция расширила свою власть, захватив Алжир в 1830 году, а после и Тунис. Британская империя обрела контроль над Египтом в 1882 году. Италия отвоевала Ливию у Османской империи в 1911 году. Сама Османская империя окончательно разрушилась в Первой мировой войне, а её земли были разделены между Францией и Британией. Однако турецкие регионы достаточно быстро восстановили свою независимость, образовав независимое государство Турция в 1922 году. В первой половине XX века Средиземноморье было центром экспансии Королевства Италия и было одной из главных областей сражений во время Второй мировой войны между странами Оси и союзниками.
Сегодня Средиземное море является южной границей Европейского союза, поэтому остаётся одним из основных направлений европейской внешней политики.

## Дополнительный материал
- Braudel, Fernand. The Mediterranean in the Age of Philip II.
- Horden, Peregrine and Nicholas Purcell. The Corrupting Sea: A Study of Mediterranean History. Malden, MA: Blackwell, 2000.
- Thiollet, Jean-Pierre. Je m’appelle Byblos.